# ISO 3166-2:OM
ISO 3166-2:OM is een ISO-standaard met betrekking tot de zogenaamde geocodes. Het is een subset van de ISO 3166-2 tabel, die specifiek betrekking heeft op Oman. 
De gegevens werden tot op 27 november 2015 geüpdatet op het ISO Online Browsing Platform (OBP). Hier worden 11 gouvernementen - governorate (en) / gouvernorat (fr) / muḩāfaz̧ah (ar) – gedefinieerd.
Volgens de eerste set, ISO 3166-1, staat OM voor Oman, het tweede gedeelte is een tweeletterige code.

## Codes
| Code  | Naam                 |
| ----- | -------------------- |
| OM-DA | Ad Dākhilīyah        |
| OM-BU | Al Buraymī           |
| OM-WU | Al Wusţá             |
| OM-ZA | Az̧ Z̧āhirah           |
| OM-BJ | Janūb al Bāţinah     |
| OM-SJ | Janūb ash Sharqīyah  |
| OM-MA | Muscat               |
| OM-MU | Musandam             |
| OM-BS | Shamāl al Bāţinah    |
| OM-SS | Shamāl ash Sharqīyah |
| OM-ZU | Z̧ufār                |